# Aktiv nezávislých občanů
Aktiv nezávislých občanů (zkratka ANEO) byla česká politická strana založená roce 2001 v Brně. V letech 2001 až 2007 byl jejím předsedou František Zoubek, od roku 2007 až do jejího zániku v roce 2017 pak Karol Schneider.

## Volební výsledky

### Volby do Poslanecké sněmovny PČR 2013
Strana kandidovala v předčasných volbách do Poslanecké sněmovny Parlamentu ČR. Za stranu mj. ve Středočeském kraji kandidoval Vladimír Stehlík, bývalý generální ředitel Poldi Kladno a BOHEMIA ART. Jihomoravským lídrem měl být Jiří Bezděk, trestně stíhaný za vyhrožování soudní exekutorce zmrzačením, strana však nakonec v tomto kraji nekandidovala.
Strana hodlala kandidovat v devíti krajích, v pěti však byla vyřazena, protože nedoložila zaplacení povinného volebního příspěvku. Kandidovala proto jen v krajích Praha, Středočeský, Královéhradecký a Kraj Vysočina.

### Volby do Evropského parlamentu 2014
Strana kandidovala ve volbách do Evropského parlamentu konaných v květnu 2014. Volebním lídrem byl Václav Prokůpek, dalšími kandidáty byli Lukáš Kohout a Vladimír Stehlík.